# 21647 Carlturner
21647 Carlturner (1999 NE54) là một tiểu hành tinh vành đai chính được phát hiện ngày 12 tháng 7 năm 1999 bởi nhóm nghiên cứu tiểu hành tinh gần Trái Đất phòng thí nghiệm Lincoln ở Socorro.